# جوزيف توبين
جوزيف توبين (بالإنجليزية: Joseph Tobin)‏ هو عالم إنسان أمريكي، ولد في 1950.